# Finders Keepers (TV-serie)
Finders Keepers är en brittisk thriller- och dramaserie vars första säsong hade premiär den 17 januari 2024 på Channel 5. Första säsongen som består av fyra avsnitt är skapad av Dan Sefton.

## Handling
Martin och hans blivande svärson Ashley är ute i Somersets natur med sina metalldetektorer när de hittar en skatt, nedgrävd på saxarnas tid. De borde rapportera in fyndet till myndigheterna men skatten skulle lösa alla deras pengaproblem. De står inför ett svårt dilemma och deras val kommer att få stora konsekvenser.

## Rollista (i urval)
- Neil Morrisey - Martin Stone
- James Buckley - Ashley Taylor
- Fay Ripley - Anne Stone
- Rakhee Thakrar - Carole Doyle
- Brendan Coyle - Denys Elland